# Ca la Sínia
Ca la Sínia fou una antiga masia de Barcelona. La masia estava situada al costat de la masia de Can Travi Vell, al final del carrer d'Horta, el que avui dia correspon a la plaça de Botticelli amb avinguda de Can Marcet. El seu nom li prové de la sínia que hom emprava per al regatge dels camps. La construcció constava de planta baixa i més tard s'hi va afegir una altra planta. Per davant de la masia hi passava l'anomenat camí del Purgatori, que donava al camí de Sant Cebrià i can Brasó. Tota la finca ha estat transformada per obrir pas a la via ràpida que enllaça el segon cinturó amb els túnels de la Rovira.